# Ralph Hopton, 1. Baron Hopton

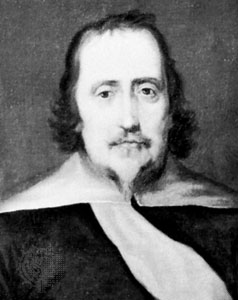
Ralph Hopton, 1. Baron Hopton

Ralph Hopton, 1. Baron Hopton (* 1598; † September 1652 in Brügge, Belgien) war ein königstreuer Kommandant im Englischen Bürgerkrieg.
Er war der Sohn von Robert Hopton aus Witham in Somerset und besuchte das Lincoln College in Oxford. Danach schloss er sich der Armee des pfälzischen Kurfürsten Friedrich V. an und kämpfte in den ersten Jahren des Dreißigjährigen Krieges an seiner Seite. Im Jahre 1624 wurde er Oberstleutnant eines in England ausgehobenen Regiments, das zu Mansfelds Armee gehörte.
Als König Charles I. von England 1626 gekrönt wurde, wurde Hopton zum Knight of the Bath geschlagen.
In den folgenden politischen Wirren, die dem englischen Bürgerkrieg vorausgingen, war Hopton Parlamentsabgeordneter für den Bezirk Bath (1625), Somerset (1626) und Wells (1628–1642) und anfangs ein Gegner der königlichen Politik. Im Zusammenhang mit dem Bill of Attainder gegen Thomas Wentworth, 1. Earl of Strafford änderte sich seine politische Meinung, obwohl er zuvor selbst dafür gestimmt hatte, und er wurde ein Unterstützer von König Charles I. Zu Beginn des Bürgerkriegs wurde er Generalleutnant der königlichen Truppen unter dem Kommando des Marquess of Hertford im Westen des Landes.
Seine erste Aufgabe war es, die Grafschaft Cornwall für die königliche Sache zu gewinnen. Dazu klagte er die Gegner des Königs vor dem Grafschaftsgericht als „Feinde des Friedens“ an. Dies ermöglichte es ihm, Milizen in der Grafschaft auszuheben. Von Cornwall aus rückte er in die benachbarte Grafschaft Devon vor, wo er im Mai 1643 in der Schlacht von Stratton einen brillanten Sieg errang.
Im Juli wurde Devon überrannt und am 5. Juli brachte er Sir William Waller in der Schlacht von Lansdowne eine empfindliche Niederlage bei. In dieser Schlacht wurde Hopton schwer verwundet, als ein Planwagen mit Schwarzpulver explodierte. Hopton zog sich in die Stadt Devizes zurück, wo er kurz darauf von William Waller belagert wurde. Die Belagerung wurde am 13. Juli aufgehoben, als William Waller in der Schlacht von Roundway Down entscheidend geschlagen wurde. Daraufhin wurde Hopton am 4. September 1643 als Baron Hopton, of Stratton, in den erblichen Adelsstand erhoben.
Hoptons Erfolge im Westen wurden im März 1644 durch die Niederlage in der Schlacht bei Cheriton wieder zunichtegemacht.
Danach diente er direkt unter Charles I. Kommando und gegen Ende des Krieges, nachdem George Goring nach Frankreich geflohen war, übernahm er das Kommando über die königstreue Armee. Es war aber zu spät, um den Sieg der Parlamentsarmee noch zu verhindern. Am 16. Februar 1646 kapitulierte Hopton nach aussichtslosem Kampf bei Torrington gegenüber Thomas Fairfax, 3. Lord Fairfax of Cameron.
Später unterstützte Hopton den Prince of Wales in seinem Versuch, den Krieg im Bereich der Scilly-Inseln und auf den Kanalinseln zu verlängern. Da seine königstreuen politischen Einstellungen aber mit denen des Prinzen nicht vereinbar waren, zog sich Hopton aus dem aktiven Dienst zurück und ging ins Exil nach Brügge, Belgien, wo er im September 1652 starb.
Sein Adelstitel erlosch mit seinem Tod, da er keine ehelichen überlebenden männlichen Abkömmlinge hatte. Vom König, dem Prince of Wales oder den Herrschenden kam kein Wort der Wertschätzung anlässlich seines Todes. Anders seine ehemaligen Kriegsgegner wie Waller oder Fairfax, die Hopton mit den Worten würdigten: „Gegnerschaft kann die Freundschaft zu eurer Person nicht verletzten“ (Waller) oder, wie es Fairfax ausdrückte, „…einen, den wir ehren und über jeden anderen eurer Partei stellen.“